# 諏訪頼篤 (美濃守)
諏訪 頼篤（すわ よりあつ、寛文元年6月26日（1661年7月22日） - 宝暦3年5月19日（1753年6月20日））は、江戸時代の旗本。
高島藩初代藩主・諏訪頼水の次男・諏訪頼郷による分家。諏訪頼常（頼郷の子）の長男。通称は午之助、七左衛門。官位は従五位下・肥後守、後に美濃守。室は正木時清（内藤能登守家臣）の娘。子に頼均（婿養子、内藤信有3男）、頼均室、忠林、盛恭（諏訪盛就養子）、頼弼、江原寅親室。

## 経歴
寛文6年（1666年）7月11日、父の没後に跡を継ぎ、寄合に列する。元禄11年（1698年）1月11日、小姓組頭となり、領地武蔵国本庄領、上野国藤岡領計500石を武蔵国賀美郡、児玉郡、上野国新田郡に移される。12月25日、布衣を着ることを許される。正徳4年（1714年）8月15日、京都町奉行となり丹波国氷上郡内500石を加増された。
享保8年（1723年）7月24日に江戸北町奉行となり、享保16年（1731年）9月15日、田安館に仕え、上野国新田郡、山田郡内500石を加増され都合1,500石となる。元文3年（1738年）12月8日に職を辞し、寛保2年（1742年）4月4日に致仕し、養子の頼均が継いだ。養老料300俵を賜る。宝暦3年（1753年）に93歳で没した。
次男（長男は養子頼均）で実子の忠林は、諏訪忠虎の養嗣子となり高島藩主となる。